# Meurtre de Joseph Augustus Zarelli
 (août 2023).
La mise en forme du texte ne suit pas les recommandations de Wikipédia : il faut le « wikifier ».
Les points d'amélioration suivants sont les cas les plus fréquents. Le détail des points à revoir est peut-être précisé sur la page de discussion.
- Les titres sont pré-formatés par le logiciel. Ils ne sont ni en capitales, ni en gras.
- Le texte ne doit pas être écrit en capitales (les noms de famille non plus), ni en gras, ni en italique, ni en « petit »…
- Le gras n'est utilisé que pour surligner le titre de l'article dans l'introduction, une seule fois.
- L'italique est rarement utilisé : mots en langue étrangère, titres d'œuvres, noms de bateaux, etc.
- Les citations ne sont pas en italique mais en corps de texte normal. Elles sont entourées par des guillemets français : « et ».
- Les listes à puces sont à éviter, des paragraphes rédigés étant largement préférés. Les tableaux sont à réserver à la présentation de données structurées (résultats, etc.).
- Les appels de note de bas de page (petits chiffres en exposant, introduits par l'outil «  Source ») sont à placer entre la fin de phrase et le point final[comme ça].
- Les liens internes (vers d'autres articles de Wikipédia) sont à choisir avec parcimonie. Créez des liens vers des articles approfondissant le sujet. Les termes génériques sans rapport avec le sujet sont à éviter, ainsi que les répétitions de liens vers un même terme.
- Les liens externes sont à placer uniquement dans une section « Liens externes », à la fin de l'article. Ces liens sont à choisir avec parcimonie suivant les règles définies. Si un lien sert de source à l'article, son insertion dans le texte est à faire par les notes de bas de page.
- La présentation des références doit suivre les conventions bibliographiques. Il est recommandé d'utiliser les modèles {{Ouvrage}}, {{Chapitre}}, {{Article}}, {{Lien web}} et/ou {{Bibliographie}}. Le mode d'édition visuel peut mettre en forme automatiquement les références.
- Insérer une infobox (cadre d'informations à droite) n'est pas obligatoire pour parachever la mise en page.

Pour une aide détaillée, merci de consulter Aide:Wikification.
Si vous pensez que ces points ont été résolus, vous pouvez retirer ce bandeau et améliorer la mise en forme d'un autre article.
 (septembre 2023).
Joseph Augustus Zarelli (13 janvier 1953  - février 1957), anciennement connu sous le nom de « Boy in the Box » (le garçon dans la boîte), ou de « America's Unknown Child » (l'enfant américain inconnu) était un petit garçon américain de 4 ans dont le cadavre nu et largement battu a été retrouvé le long de la route de Susquehanna, à Philadelphie, en Pennsylvanie, le 25 février 1957. Joseph semblait avoir été nettoyé et soigné, avec une coupe de cheveux récente et des ongles taillés, bien qu'il ait subi d'importants abus physiques avant sa mort, avec de multiples ecchymoses sur son corps. Joseph souffrait également de malnutrition sévère. Son corps était couvert de cicatrices, dont certaines étaient chirurgicales (notamment sur la cheville, l'aine et le menton). Les autorités pensent que la cause du décès est homicide par traumatisme contondant.
Malgré la publicité et l'intérêt sporadique au fil des ans, l'identité du garçon est restée inconnue pendant plus d'un demi-siècle. Le 30 novembre 2022, le département de police de Philadelphie a annoncé que des détectives avaient déterminé l'identité du garçon à l'aide d'ADN et de bases de données généalogiques,. Le 8 décembre 2022, plus de 65 ans après la découverte de son corps, le garçon a été publiquement identifié comme étant Joseph Augustus Zarelli lors d'une conférence de presse tenue par le département de police de Philadelphie. Bien que le garçon ait été identifié, les circonstances exactes qui ont conduit à sa mort sont incertaines et l'affaire est toujours considérée comme une enquête ouverte pour homicide.

## Découverte du corps

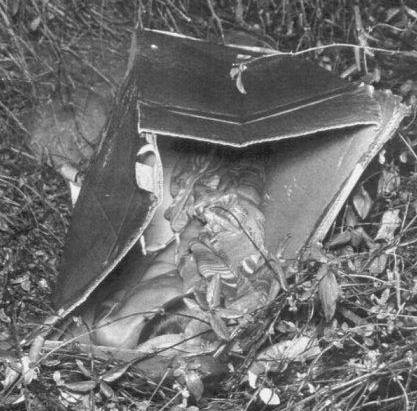
Scène de crime où le corps a été retrouvé

Le 25 février 1957, le corps de Zarelli, enveloppé dans une couverture à carreaux, a été retrouvé dans les bois près de la route de Susquehanna à Fox Chase. Le corps a été découvert par un jeune homme qui vérifiait ses pièges à rats musqués. Craignant que la police ne lui confisque ses pièges, il n'a pas signalé ce qu'il avait trouvé. Quelques jours plus tard, un étudiant a repéré un lapin en train de courir dans les sous-bois. Sachant qu'il y avait des pièges à animaux dans la région, il a arrêté sa voiture pour enquêter et a découvert le corps. Il a également hésité à entrer en contact avec la police, mais il rapporta ce qu'il avait trouvé le lendemain, après avoir appris la disparition de Mary Jane Barker,.
Le corps nu se trouvait à l'intérieur d'une boîte en carton qui avait autrefois contenu un berceau du genre de ceux vendus par JC Penney. Les cheveux de Zarelli avaient été récemment coupés, peut-être après sa mort, car des touffes de cheveux sont restées accrochées au corps. Il y avait des signes de malnutrition sévère, ainsi que des cicatrices chirurgicales sur la cheville et l'aine, et une cicatrice en forme de « L » sous le menton.

## Enquête préalable à l'identification

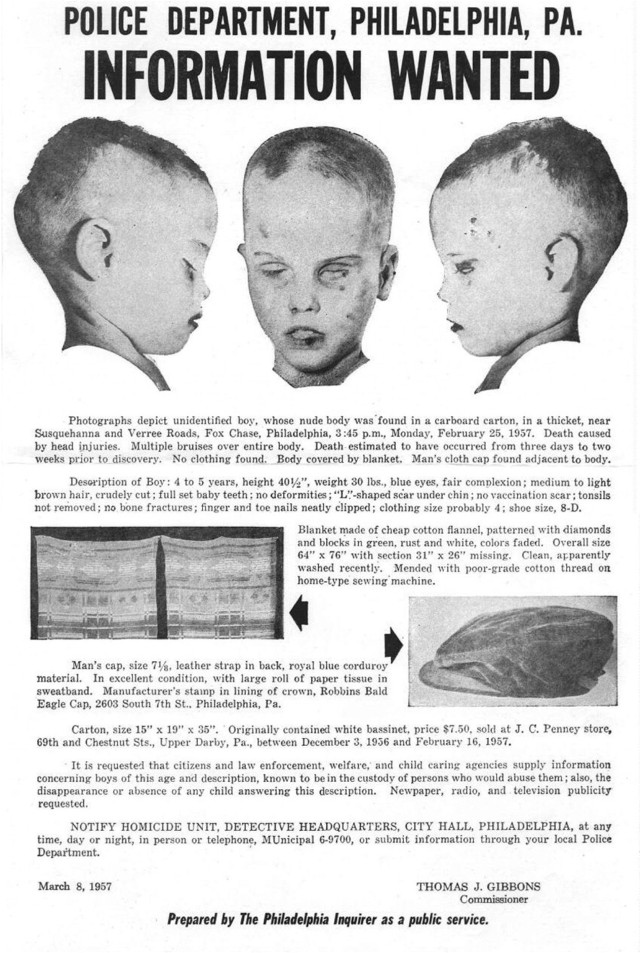
Affiches montrant les photos post-mortem de Zarelli distribuées lors de l'enquête initiale

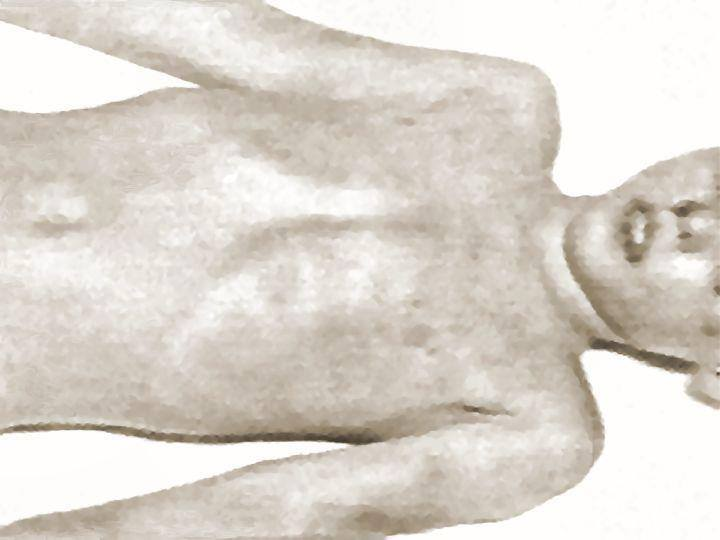
Le torse de Zarelli, montrant des signes de malnutrition sévère, de famine et des cicatrices

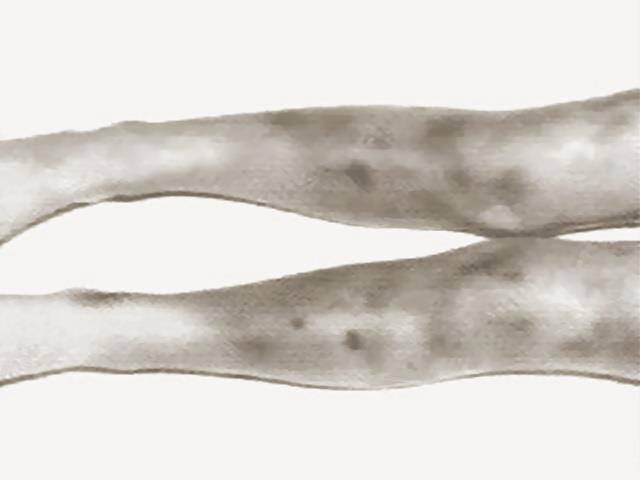
Les jambes de Zarelli montrant des signes d'ecchymoses graves, de malnutrition et des cicatrices

La police a reçu le rapport et a ouvert une enquête le 26 février 1957. Les empreintes digitales du garçon mort ont été relevées. La police était plutôt optimiste sur le fait qu'il serait bientôt identifié. Cependant, personne n'a jamais fourni d'informations utiles.
L'affaire a attiré l'attention des médias de Philadelphie et dans la vallée du Delaware. Le Philadelphia Inquirer a imprimé 400 000 prospectus à l'effigie du petit garçon, qui ont été envoyés et affichés dans toute la région et joints à toutes les factures de gaz de Philadelphie. La scène de crime a été passée au peigne fin par 270 recrues de l'académie de police, qui ont découvert une casquette en velours côtelé bleu pour homme, une écharpe pour enfant et un mouchoir blanc pour homme avec la lettre « G » brodée dans un coin ; des indices qui ne menaient nulle part. La police a également distribué une photographie post-mortem du garçon entièrement habillé et en position assise, comme il aurait pu l'être dans la vie, dans l'espoir que cela puisse conduire à des indices supplémentaires.
En 1998, son corps a été exhumé dans le but d'en extraire l'ADN, qui a été obtenu à partir d'une dent. Le 21 mars 2016, le Centre National pour les Enfants Disparus et Exploités a publié une reconstruction faciale médico-légale de la victime et l'a ajouté à sa base de données. Le corps a ensuite été à nouveau exhumé en 2019 pour récupérer des échantillons d'ADN supplémentaires.

## Identification
L'enfant est resté une victime de meurtre non identifiée pendant des décennies. Cependant, le 30 novembre 2022, le département de police de Philadelphie a annoncé qu'ils l'avaient identifié grâce à des tests génétiques et à une enquête de généalogie génétique. Des sources ont déclaré qu'il était l'enfant d'une famille éminente du comté de Delaware, en Pennsylvanie. Les autorités ont déclaré qu'une enquête utiliserait les nouvelles informations pour poursuivre la recherche de suspects. Le 8 décembre 2022, l'enfant a été publiquement identifié comme étant Joseph Augustus Zarelli, 4 ans, né le 13 janvier 1953. Les généalogistes avaient découvert son nom un an plus tôt, en octobre 2021. Le 19 janvier 2023, le nom des parents de Zarelli a été publié également.
Les enquêteurs ont finalement pu l'identifier après qu'un cousin ait enregistré son ADN dans une base de données publique. Les enquêteurs ont par la suite encouragé la mère de cette personne (une cousine germaine de Zarelli) à soumettre un profil génétique à GEDmatch, ce qu'elle a fait, permettant aux enquêteurs d'identifier ses parents. L'acte de naissance de l'enfant a ensuite été demandé au tribunal, ce qui a permis de connaître son nom et celui de ses parents (vérifié par la suite par l'ADN).

## Théories avant l'identification

### Le foyer d'accueil

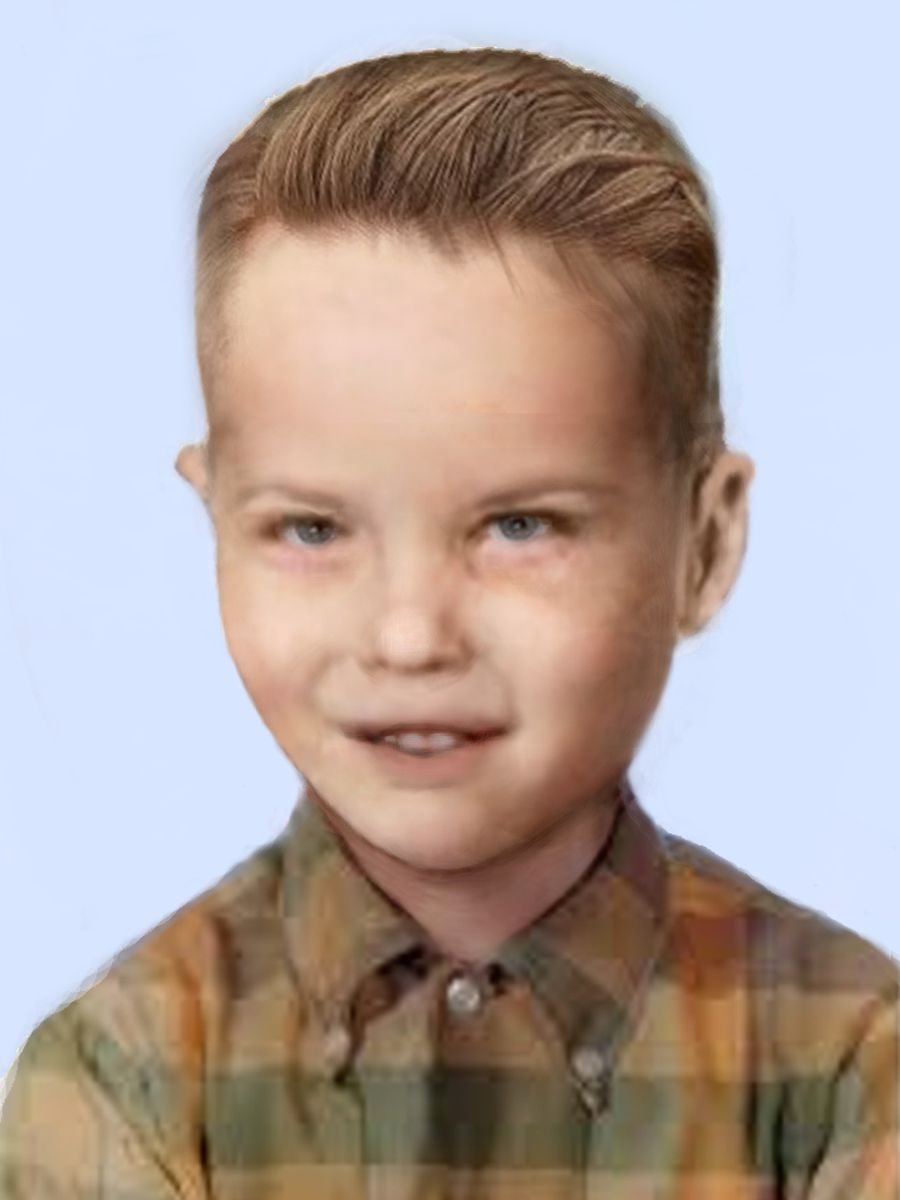
Reconstruction faciale médico-légale par Carl Koppelman montrant à quoi Zarelli aurait pu ressembler de son vivant

Cette théorie concerne un foyer d'accueil situé à environ 2,5 km du site où le corps a été retrouvé.
En 1960, Remington Bristow, un employé du bureau du médecin légiste (qui a enquêté sur l'affaire avec acharnement jusqu'à sa mort en 1993), a contacté un médium du New Jersey, qui lui a dit de chercher une maison qui correspondait au foyer d'accueil. Lorsque la voyante a été amenée sur le site de découverte du corps, elle a conduit Bristow directement au foyer d'accueil.
Lors d'une vente de biens immobiliers au foyer d'accueil, Bristow a découvert un couffin similaire à celui vendu chez J. C. Penney. Il a également découvert des couvertures suspendues à une corde à linge, semblables à celles dans lesquelles le corps du garçon avait été enveloppé lorsqu'ils l'ont découvert. Bristow pense que le garçon était le fils de la belle-fille de l'homme qui dirigeait le foyer d'accueil, et qu'ils se sont débarrassés de son corps pour que la belle-fille ne soit pas exposée en tant que mère célibataire.
Cependant, la police a établi que tous les enfants placés avaient été retrouvés, et un nouvel examen par les enquêteurs de la police a confirmé que la famille n'était probablement pas impliquée.
En 1998, le lieutenant de police de Philadelphie, Tom Augustine, qui était chargé de l'enquête, et plusieurs membres de la Vidocq Society (un groupe de policiers à la retraite et de profileurs), ont interrogé le père d'accueil et la belle-fille (qu'il avait épousée). L'enquête sur le foyer d'accueil a été close.

### La femme connue sous le nom de Martha ou «M»
Une autre théorie a été avancée en février 2002 par une femme identifiée uniquement comme Martha, ou "M", accusant sa mère d'avoir acquis et tué l'enfant. La police a considéré son histoire comme plausible mais a été troublée par son témoignage, car elle avait des antécédents de maladie mentale,. Elle a dit que ses parents avaient acheté Joseph à ses parents biologiques durant l'été 1954, après quoi il avait été battu à mort et son corps abandonné dans une boîte à l'extérieur de la ville,. La police n'a pas pu vérifier son histoire. Les voisins qui avaient accès à la maison de Martha pendant la période indiquée ont nié qu'un jeune garçon y ait vécu et ont rejeté les affirmations de Martha comme "ridicules".

### Autres théories

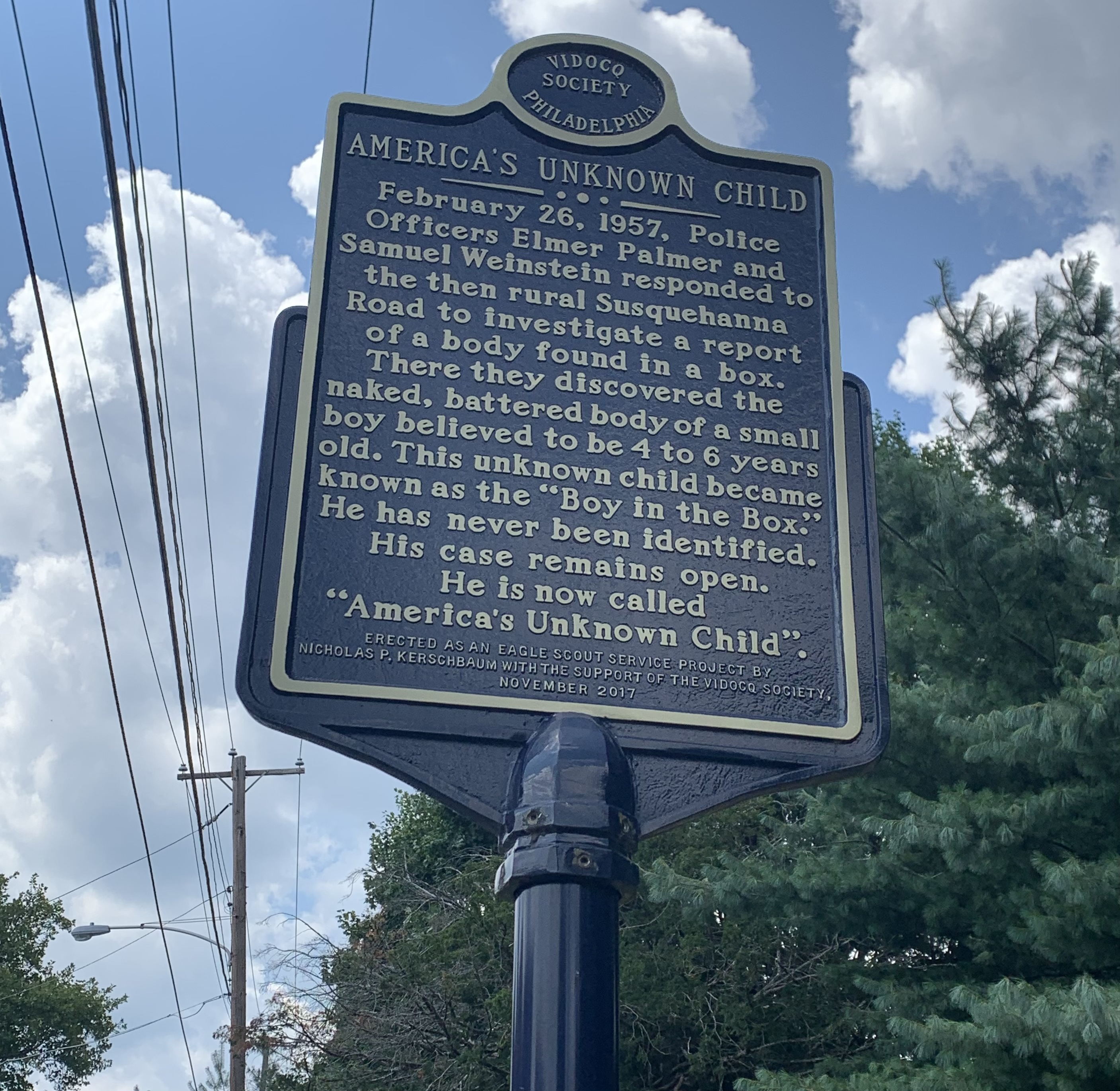
Panneau commémoratif près de l'endroit où le corps a été retrouvé sur le bord de la route de Susquehanna. Ce panneau a été érigé cinq ans avant l'identification de Zarelli.

Le médecin légiste Frank Bender a développé une théorie selon laquelle la victime aurait été élevée comme une fille. La coupe de cheveux non professionnelle de l'enfant, qui semble avoir été réalisée à la hâte, est à l'origine de ce scénario, de même que l'apparence des sourcils qui ont été coiffés. En 2008, Bender a publié un croquis de l'enfant non identifié avec des cheveux longs, reflétant les mèches trouvées sur le corps.
En 2016, deux écrivains, l'un de Los Angeles (Jim Hoffmann) et l'autre du New Jersey (Louis Romano), pensaient avoir découvert une identité potentielle provenant de Memphis, et ont demandé que l'ADN soit comparé entre les membres de la famille et l'enfant. La piste a été découverte par un homme de Philadelphie (qui a présenté Romano et Hoffmann l'un à l'autre) et a été développée et présentée, avec l'aide de Hoffmann, au département de police de Philadelphie et à la Vidocq Society au début de l'année 2013. En décembre 2013, Romano a pris connaissance de cette piste et a accepté d'aider l'homme de Philadelphie et Hoffmann à obtenir l'ADN de ce membre particulier de la famille en janvier 2014 - qui a été envoyé rapidement au département de police de Philadelphie. Les autorités locales ont confirmé qu'elles enquêteraient sur cette piste, mais ont indiqué qu'elles devaient faire davantage de recherches sur les circonstances entourant le lien avec Memphis avant de comparer les ADN. En décembre 2017, le sergent Bob Kuhlmeier de la brigade criminelle a confirmé que l'ADN prélevé sur l'homme de Memphis avait été comparé à celui du garçon de Fox Chase et qu'il n'y avait aucun lien.

## L'enterrement

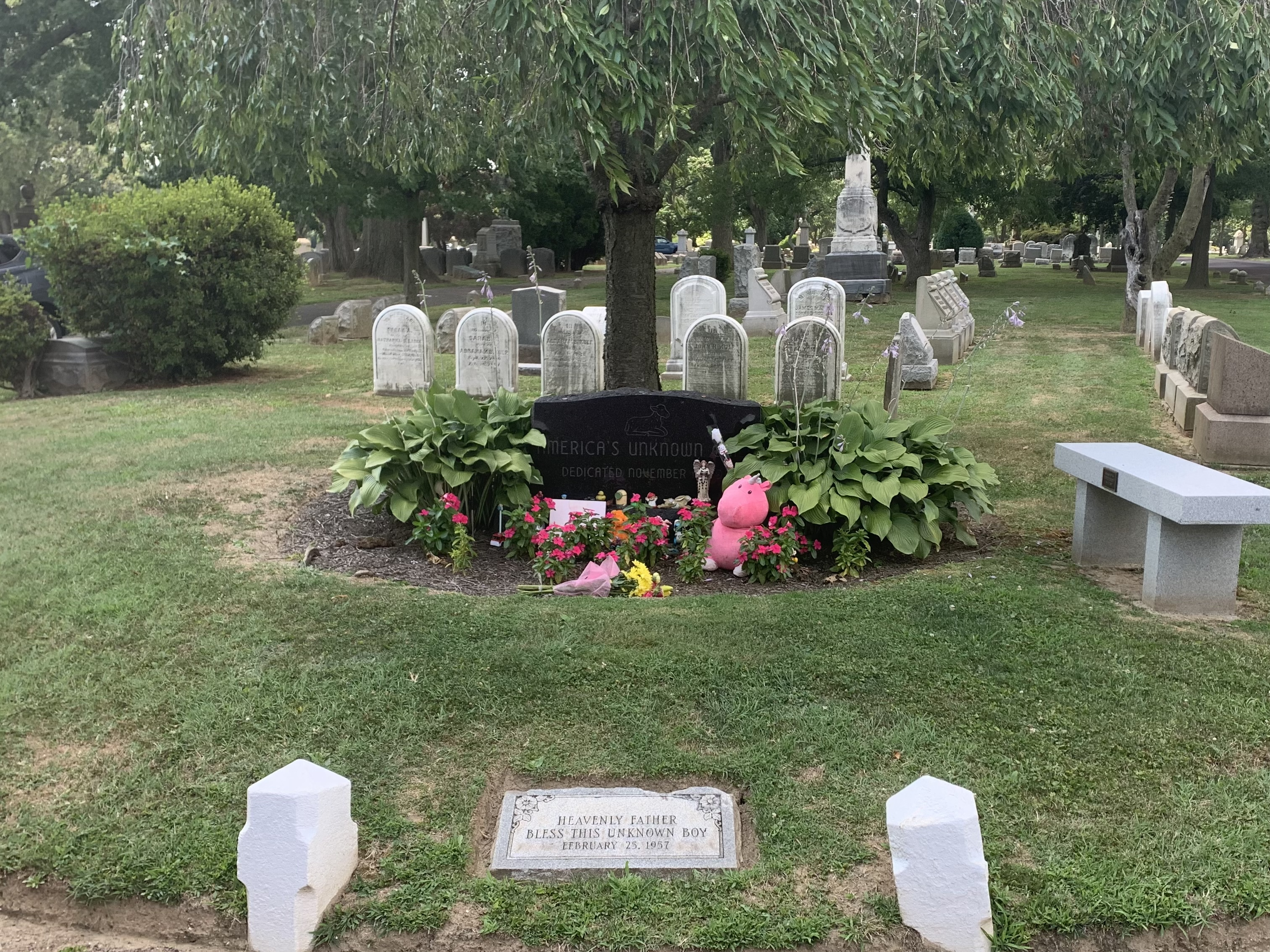
Tombe de Joseph Augustus Zarelli au cimetière d'Ivy Hill, août 2022

Joseph Augustus Zarelli a d'abord été enterré dans la fosse commune, puisqu'il n'était pas identifié. En 1998, il a été déplacé et enterré au cimetière d'Ivy Hill à Cedarbrook, qui a fait don d'un grand terrain. Le cercueil, la pierre tombale et le service funéraire ont été donnés par le fils de l'homme qui avait enterré le garçon en 1957. Il y a eu une importante participation du public et  couverture médiatique lors de la réinhumation. Les habitants de la ville entretiennent la tombe et la décorent de fleurs et de jouets.
Lorsqu'elle a été installée pour la première fois, la pierre tombale contenait les mots « America's Unknown Child » (l'enfant américain inconnu), avec une plaque en dessous indiquant « Heavenly Father, Bless This Unknown Boy » (Père céleste, bénis ce garçon inconnu). Le 13 janvier 2023, date du 70e anniversaire de Joseph, un nouveau mémorial contenant son nom complet et son image a été dévoilé, et son nom a été ajouté à la pierre tombale existante.

## Enquête sur l'homicide et avancées après l'identification
Lors d'une conférence de presse tenue en décembre 2022, le commissaire de police de Philadelphie, M. Outlaw, a déclaré que la mort de Joseph faisait toujours l'objet d'une enquête pour homicide et qu'ils avaient toujours besoin de l'aide du public. Les forces de l'ordre ont indiqué lors de la même conférence que les parents biologiques de Joseph sont décédés, mais que l'enfant a des demi-frères et des demi-sœurs vivants,.
Lors de cette même conférence de presse, les forces de l'ordre de Philadelphie ont déclaré que Joseph avait vécu dans le quartier de la 61e rue et de Market Street. « Je ne sais pas ce que les voisins savaient ou ne savaient pas », a déclaré le capitaine Jason Smith, chef de l'unité des homicides de la police de Philadelphie. « L'enfant a vécu plus de quatre ans, donc il y a sûrement eu quelqu'un là-bas qui a vu cet enfant, peut-être un autre membre de la famille qui ne s'est pas avancé, peut-être un voisin qui se souvient avoir vu cet enfant, et se souvient de tout ce qui se passait dans ce ménage particulier. »
En janvier 2023, NBC10 Philadelphia a rapporté que Joseph « était né d'un couple qui vivait à l'angle de la 64e et de Callowhill » bien que, selon la chaîne, il n'était « pas clair s'il y vivait assez longtemps pour que les gens le remarquent. »
En janvier 2023, The Philadelphia Inquirer a rapporté que les parents biologiques de Joseph étaient Augustus John Zarelli, connu sous le nom de « Gus », et Mary Elizabeth (née Abel) Plunkett, connue sous le nom de « Betsy ».